# Antoine César Becquerel
Antoine César Becquerel (ur. 7 marca 1788 w Châtillon-Coligny, zm. 18 stycznia 1878 w Paryżu) – francuski fizyk. Ojciec Alexandre'a i dziadek noblisty Henriego.

## Życiorys
Po ukończeniu edukacji w politechnice paryskiej dołączył do korpusu inżynierów Wielkiej Armii. Brał udział w kampanii hiszpańskiej, z której powrócił w 1812 do Paryża w randzie kapitana, odznaczony Legią Honorową przez samego Napoleona. W 1815 opuścił armię i otrzymał posadę nauczyciela w Muzeum Historii Naturalnej w Paryżu. W 1837 otrzymał tytuł i stanowisko profesora tej instytucji, które obejmował aż do śmierci. W tym roku otrzymał również Medal Copleya.
Był członkiem Holenderskiej Akademii Sztuk i Nauk. Jego nazwisko umieszczono wśród 72 nazwisk na wieży Eiffla.

## Badania
Badał zjawiska elektryczne i magnetyczne, w szczególności zjawiska fotowoltaiczne, diamagnetyzm i właściwości elektryczne atmosfery. W 1812 skonstruował pierwsze stabilne ogniwo prądu stałego.